# Alisa

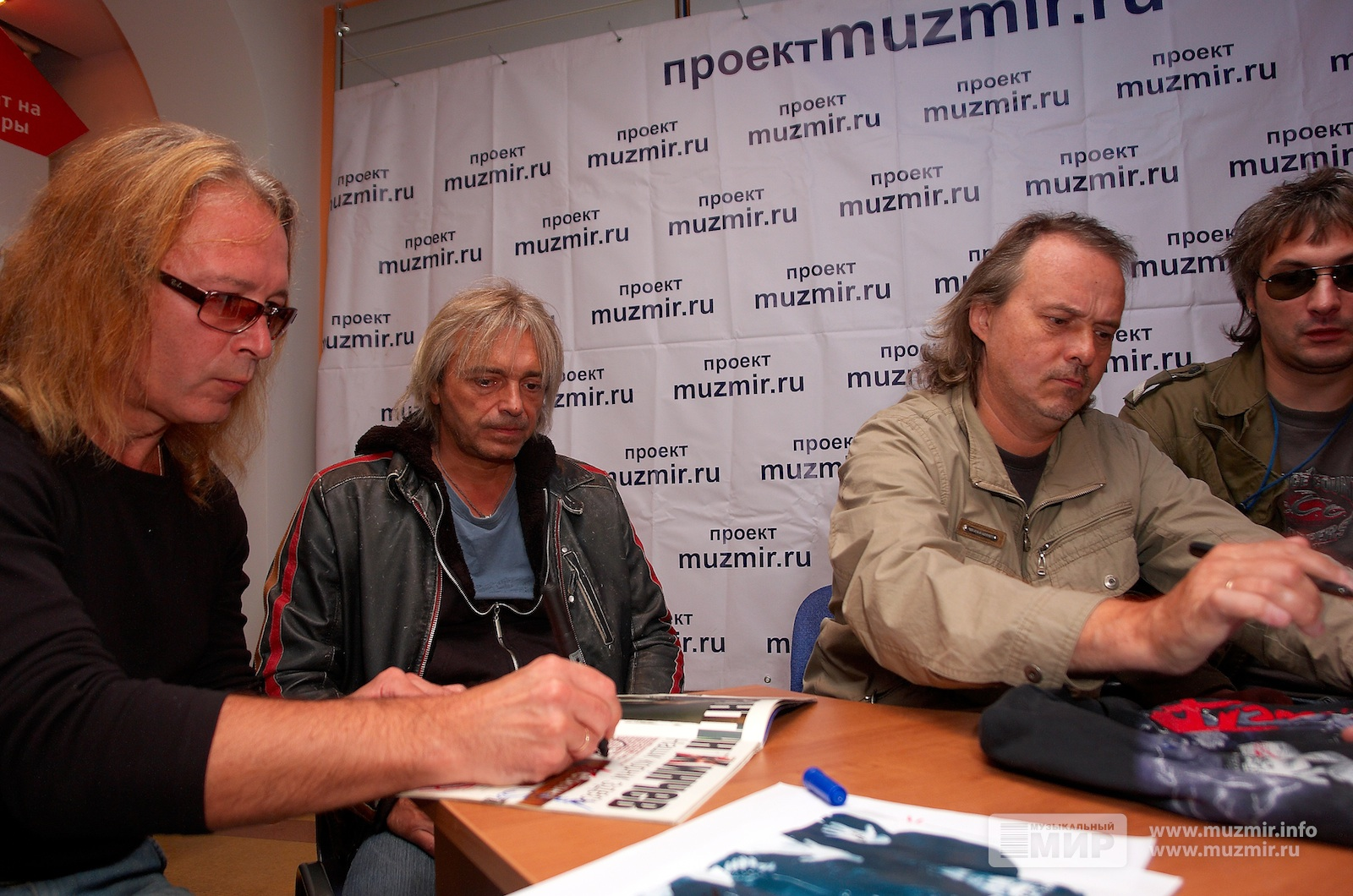
Alisa

Alisa är ett ryskt hårdrocksband som bildades 1983. Bandet var en av mest kända ryska rockgrupperna under 1980-talet.

## Diskografi

### Studioalbum
| Originaltitel                    | Translitteration                  | Översättning                          | Släppår |
| -------------------------------- | --------------------------------- | ------------------------------------- | ------- |
| Кривозеркалье                    | Krivozerkalye                     | Through the Crooked Glass             | 1984    |
| Энергия                          | Energiya                          | Energy                                | 1985    |
| Блок Ада                         | Blok Ada                          | Block of Hell / Blockade              | 1987    |
| Шестой Лесничий                  | Shestoy Lesnichy                  | Sixth Ranger                          | 1989    |
| Статья 206 часть 2               | Statya 206 chast 2                | Article 206 part 2                    | 1989    |
| Шабаш                            | Shabash                           | Coven                                 | 1991*   |
| Для Тех, Кто Свалился с Луны     | Dlya Tekh, Kto Svalilsya s Luny   | For Those Who Fell from the Moon      | 1993    |
| Чёрная Метка                     | Chyornaya Metka                   | Black Mark                            | 1994    |
| Jazz                             | Jazz                              | Jazz                                  | 1996    |
| Дурень                           | Duren'                            | Stupid                                | 1998    |
| Солнцеворот                      | Solntsevorot                      | Equinoxe                              | 2000    |
| Танцевать                        | Tantsevat'                        | To Dance                              | 2001    |
| Сейчас Позднее, Чем Ты Думаешь   | Seychas Pozdnee, Chem Ty Dumayesh | It Is Later Than You Think            | 2003    |
| Изгой                            | Izgoy                             | Exile                                 | 2005    |
| Стать Севера                     | Stat Severa                       | Grace of the North                    | 2007    |
| Пульс Хранителя Дверей Лабиринта | Puls Khranitelya Dverey Labirinta | The Pulse of Labyrinth's Doors Keeper | 2008    |

Shabash spelades delvis in live, och räknas också som livealbum.

### Livealbum
| Originaltitel               | Översättning                    | Årtal och konsertplats            |
| --------------------------- | ------------------------------- | --------------------------------- |
| Акустика часть 1            | Acoustics vol.1                 | 1988, Perm                        |
| Акустика часть 2            | Acoustics vol.2                 | 1985, Leningrad                   |
| Акустика часть 3            | Acoustics vol.3                 | 1988, Pskov                       |
| Акустика часть 4            | Acoustics vol.4                 | 1986, Novosibirsk                 |
| Шабаш                       | Sabbath                         | 1990, Moskva,                     |
| На Шаболовке                | At Shabolovka                   | 1995, Moskva, Shabolovka          |
| Пляс Сибири на берегах Невы | Dance of Siberia on Neva Shores | 1997, Sankt Petersburg, Jubileiny |
| Мы Вместе XX лет            | We Are Together XX years        | 2003, Sankt Petersburg, Jubileiny |

### Samlingsalbum
| Originaltitel              | Översättning                                | Släppår |
| -------------------------- | ------------------------------------------- | ------- |
|                            | Red Wave: 4 Underground Bands from the USSR | 1986    |
| Легенды Русского Рока      | Legends of Russian Rock                     | 1997    |
| Энциклопедия Русского Рока | Encyclopedia of Russian Rock                | 2000    |
| 13                         | 13                                          | 2003    |